# Marianne Wellershoff

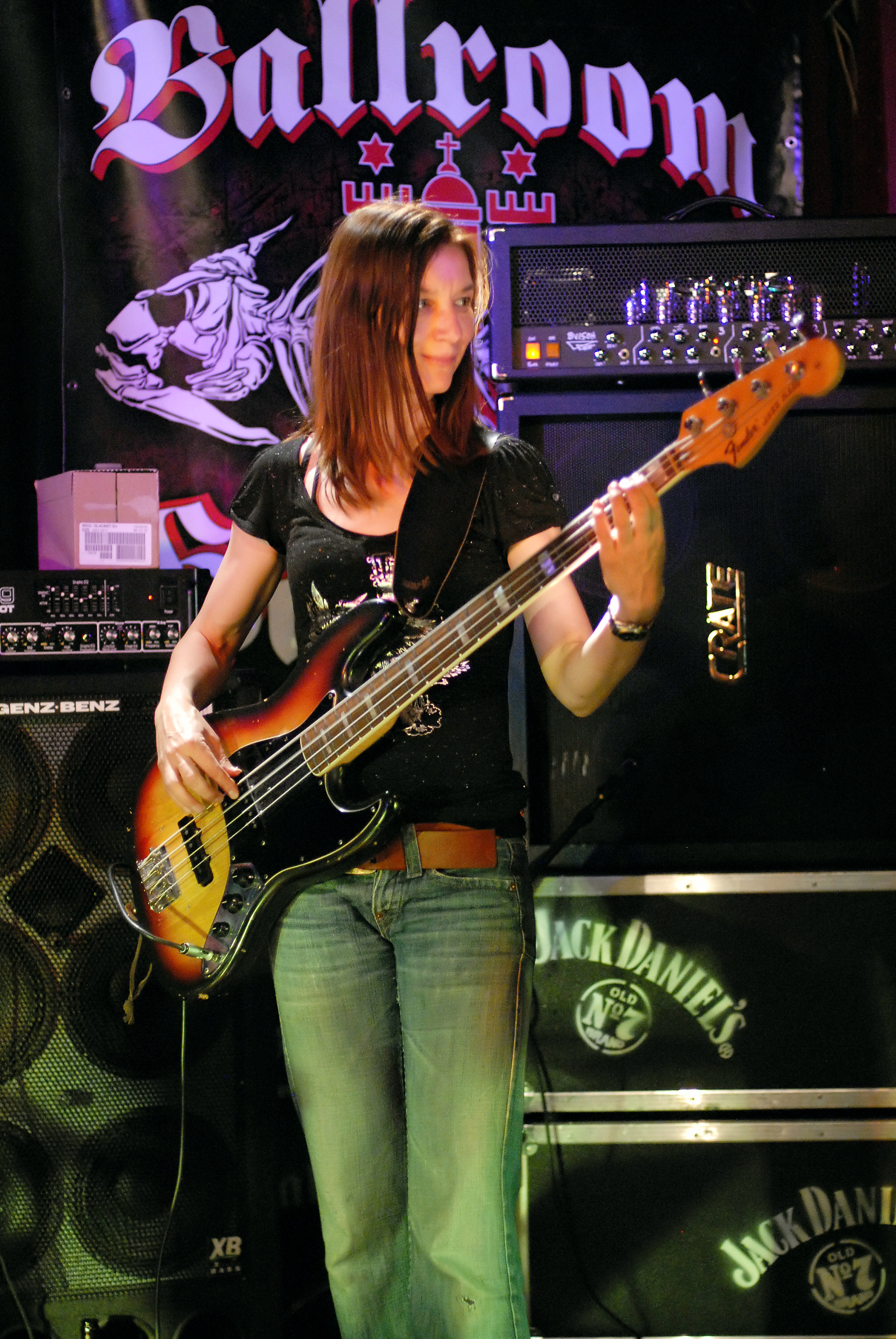
Marianne Wellershoff, Auftritt der Kitchen Cowboys im Ballroom Hamburg, 7. Mai 2008

Marianne Wellershoff (* 1963 in Köln) ist eine deutsche Journalistin, Autorin und Musikerin. 

## Leben
Wellershoff ist die Tochter des Schriftstellers Dieter Wellershoff (1925–2018) und der Schriftstellerin Maria Wellershoff, geb. von Thadden. Sie ist mit dem Schauspieler Martin May verheiratet und hat zwei Töchter. Sie lebt in Hamburg.

## Wirken
Wellershoff studierte Psychologie. Sie leitete von 2002 bis 2015 die Redaktion des Kulturspiegel, der inzwischen eingestellten Kultur-Beilage des Nachrichtenmagazins Der Spiegel. Seitdem arbeitet sie als Autorin bei dem Nachrichtenmagazin und anderen Publikationen des Spiegel. Für Spiegel Online schrieb sie z. B. von Oktober 2016 bis Oktober 2017 eine Langzeitbeobachtung des Innenlebens einer Hamburger Erstaufnahme unter dem Titel Flüchtlingsheim am Grenzweg als wöchentliches Blog, für Spiegel Wissen schrieb sie die Hefte Richtig essen (2017) und Endlich fit (2018). Wellershoff hat einige Bücher veröffentlicht, die sich vor allem mit der Rolle und der Gefühlswelt der Generation der Dreißigjährigen auseinandersetzen, darunter der von der Kritik hoch gelobte Kurzgeschichten-Band Nah dran, eine Sammlung über die Liebe im Dschungel der großstädtischen Nachwuchs-Bourgeoisie.
Wellershoff wurde im März 2007 in die Geschäftsführung der Mitarbeiter KG des Spiegel-Verlags gewählt und im März 2010 sowie im Februar 2013 im Amt bestätigt. Ihre dritte Amtszeit endete im März 2016.
Wellershoff ist Bassistin und Texterin bei der Hamburger Band Hansagold, davor war sie Mitglied bei den Kitchen Cowboys.

## Werke
- Die widerspenstigen Töchter – Für eine neue Frauenbewegung. Kiepenheuer & Witsch 1999 (mit Susanne Weingarten).
- Männerträume. Steidl 2002 (mit Torsten Kollmer).
- Nah dran. Steidl 2004.
- als Hrsg.: Mit 17 hat man noch Träume. dtv 2006.
- Männerträume. Hörbuch, gelesen von Martin May, Netmusiczo 2006.
- Spiegel Wissen: Richtig gut essen. Hamburg 2017
- Spiegel Wissen: Endlich fit. Hamburg 2018
- Flüchtlingsheim am Grenzweg – Ein Jahr in einer Erstaufname. Spiegel 2018.
- als Hrsg.: Ich komm weiter im Job: Stärken erkennen, Blockaden lösen, Veränderungen meistern. Penguin Verlag, München 2022, ISBN 978-3-328-10882-5.